# Micropeza cinerosa
Micropeza cinerosa är en tvåvingeart som först beskrevs av Seguy 1934.  Micropeza cinerosa ingår i släktet Micropeza och familjen skridflugor. Inga underarter finns listade i Catalogue of Life.